# Intercontinental Cup basketbal 1974
De Intercontinental Cup (basketbal) in 1974 vond plaats in Ginásio do Ibirapuera, Mexico-Stad. Van FIBA Europe speelde Real Madrid en Ignis Varese mee. Van de Liga Sudamericana speelde Vila Nova FC mee en van de NCAA speelde Maryland Terrapins mee. Pantheras de Aguascalientes en Dorados de Chihuahua kwamen van het organiserende land.

## Groepsfase
Eerste dag 11 september 1974
| Panteras de Aguascalientes | 78 – 73 | Dorados de Chihuahua |
| Maryland Terrapins         | 99 – 87 | Real Madrid          |
| Ignis Varese               | 67 – 63 | Vila Nova FC         |

Tweede dag 12 september 1974
| Maryland Terrapins | 89 – 79 | Dorados de Chihuahua       |
| Vila Nova FC       | 72 – 71 | Real Madrid                |
| Ignis Varese       | 79 – 78 | Panteras de Aguascalientes |

Derde dag 13 september 1974
| Maryland Terrapins | 120 – 107 | Panteras de Aguascalientes |
| Vila Nova FC       | 87 – 81   | Dorados de Chihuahua       |
| Ignis Varese       | 89 – 76   | Real Madrid                |

Vierde dag 14 september 1974
| Maryland Terrapins | 84 – 76 | Vila Nova FC               |
| Ignis Varese       | 77 – 59 | Dorados de Chihuahua       |
| Real Madrid        | 92 – 85 | Panteras de Aguascalientes |

Vijfde dag 15 september 1974
| Real Madrid        | 92 – 85 | Dorados de Chihuahua       |
| Vila Nova FC       | 82 – 54 | Panteras de Aguascalientes |
| Maryland Terrapins | 81 – 80 | Ignis Varese               |

|    | Team                       | Pld | W | L | PF  | PA  | Points |
| -- | -------------------------- | --- | - | - | --- | --- | ------ |
| 1. | Maryland Terrapins         | 5   | 5 | 0 | 473 | 429 | 10     |
| 2. | Ignis Varese               | 5   | 4 | 1 | 392 | 357 | 8      |
| 3. | Vila Nova FC               | 5   | 3 | 2 | 380 | 357 | 6      |
| 4. | Real Madrid                | 5   | 2 | 3 | 418 | 430 | 4      |
| 5. | Panteras de Aguascalientes | 5   | 1 | 4 | 402 | 446 | 2      |
| 6. | Dorados de Chihuahua       | 5   | 0 | 5 | 377 | 423 | 0      |